# Jaroslav Lukeš
Jaroslav Lukeš (5. února 1912 – ?) byl československý lyžař.

## Sportovní kariéra
Na IV. ZOH v Garmisch-Partenkirchenu 1936 skončil ve skocích na lyžích na 27. místě. Na V. ZOH ve Svatém Mořici 1948 skončil ve skocích na lyžích na 21. místě, v severské kombinaci na 35. místě a v běhu na lyžích na 18 km skončil na 78. místě. Na mistrovství světa v klasickém lyžování v roce 1935 ve Vysokých Tatrách skončil ve skoku na lyžích na 19. místě a v severské kombinaci na 15. místě.

## Osobní život
V roce 1933 se oženil a s manželkou Marií, běžkyní na lyžích, měl dceru Jaroslavu Rubešovou-Maláskovou, která se věnovala alpskému lyžování.
Roku 1999 žil s manželkou ve čtvrti Nouzov v Jilemnici. Téhož roku o tomto sportovním páru natočila Česká televize dokumentární pořad.